# احمد پکر
احمت پکر (به انگلیسی: Ahmet Peker) زاده ۴ نوامبر ۱۹۸۹ است. او کشتی گیر کشور ترکیه است.